# Gianni Jeronimo Acquaviva (nascut el 1600)
Gianni Jeronimo Acquaviva (1600?, Catalunya - 1685) fou un militar italià. Maestre de Camp al servei de les armes espanyoles, fugí de Nàpols quan la revolució i revolta de Masaniello (Tomasso Aniello). Posada altra volta la situació a l'ordre, ingressà de nou al servei i fou nomenat comandant general dels exèrcits d'Òtranto i de Bari. Morí a Catalunya el 1685.